# Gohana
Gohana é uma cidade   no distrito de Sonipat, no estado indiano de Haryana.

## Geografia
Gohana está localizada a 29° 08′ N, 76° 42′ L. Tem uma altitude média de 225 metros (738 pés).

## Demografia
Segundo o censo de 2001, Gohana tinha uma população de 48 518 habitantes. Os indivíduos do sexo masculino constituem 53% da população e os do sexo feminino 47%. Gohana tem uma taxa de literacia de 67%, superior à média nacional de 59,5%: a literacia no sexo masculino é de 74% e no sexo feminino é de 60%. Em Gohana, 15% da população está abaixo dos 6 anos de idade.